# 차천로
차천로(車天輅, 1556년 ~ 1615년)는 조선 중기의 문신, 작가이다. 본관은 연안. 자는 복원(復元), 호는 오산(五山)이다.
화담 서경덕의 문인이다. 1577년 문과에 급제하고, 1583년 중시문과에 급제하여 두 번 과거에 급제하였다. 그러나 1586년 고향 사람 대신 표문을 지어주어 과거 시험을 대리시험 봤다가 장원급제후 발각되어 명천으로 유배되기도 하였다. 임진왜란 때 광해군을 수행한 공로로 1614년(광해군 6년) 8월 27일 위성원종공신 3등(衛聖原從功臣三等)에 책록되었다.

## 생애
화담 서경덕(徐敬德)의 문하에서 학문을 수학하였다. 선조10년(1577년) 알성 문과에 병과로 급제하여 개성부교수(開城府敎授)를 지냈고, 1583년(선조 16) 문과중시에 을과로 급제하였다. 1586년 정자(正字)로서 고향 사람 여계선(呂繼先)이 과거를 볼 때 표문(表文)을 대신 지어주어 대리시험으로 장원급제시켰다가, 나중에 발각되어 명천에 유배되었다가 1588년 문장의 재주가 있어서 용서받고 승문원에 종사하였다.
1589년 통신사 황윤길(黃允吉)과 함께 일본에 다녀왔다. 그 때 4,000∼5,000수의 시를 지어 일본인들을 놀라게 하였다. 문장이 수려하여 명나라로 발송되는 대부분의 외교문서를 그가 작성하였는데, 문명이 명나라에까지 떨쳐 동방문사(東方文士)라는 칭호를 받았다. 1792년 정조 때 왕명으로 그의 저서를 간행하여 반포하게 하였다.
특히, 명사(明使)들이 문장의 속작을 실험하기 위해 미리 준비한 시에 거침없이 수응(酬應)하여 이름을 더욱 떨쳤다. 봉상시판관(奉常寺判官)을 거쳐 1601년 교리가 되어 교정청(校正廳)의 관직을 겸임했고, 광해군 때 첨정, 봉상시 정(奉常寺正)을 역임하였다.
임진왜란 당시 광해군의 분조를 수행한 공로로 1614년(광해군 6년) 8월 27일 위성원종공신 3등(衛聖原從功臣三等)에 책록되었다. 작시(作詩)에 뛰어나 한호, 최립과 함께 송도삼절이라 일컬어졌고, 문장에 뛰어나 아우인 차운로(雲輅), 성균진사 마상원(馬尙遠)과 함께 '양차일마(兩車一馬)'로 불렸다.
그의 무덤이 경기도 과천시 문원동에 있다.

## 저서
- 《오산집(五山集)》
- 《오산설림(五山說林)》
- 〈강촌별곡(江村別曲)〉

## 같이 보기
- 서경덕
- 마상원
- 한호(한석봉)
- 최립(간이당)